# Villa Victoria
Villa Victoria är en kommun i Mexiko.   Den ligger i delstaten Mexiko, i den sydöstra delen av landet, 90 km väster om huvudstaden Mexico City.
Följande samhällen finns i Villa Victoria:
- Hjo
- Villa Victoria
- Sitio Ejido
- Barrio de Centro del Cerrillo
- Mina Vieja
- Colonia Doctor Gustavo Baz
- Las Peñas
- Barrio el Vivero
- San Roque
- Barrio de San Isidro
- Barrio de Puentecillas
- Cuadrilla Vieja
- Ramejé
- Los Cedros Suchitepec
- Barrio el Ocote
- Agua Grande
- Piedras Blancas
- El Fresno San Agustín
- Nuevo Bosque
- Cerrillo Grande
- San Agustín Canohillas Primera Sección
- La Alameda
- Loma de Guadalupe
- Hospital Propiedad
- La Unión Berros
- San Agustín Altamirano Segunda Sección
- Mesa de Suchitímber
- Barrio el Centenario
- Barrio el Cerrillo
- Ex-Hacienda de Ayala
- El Panteón
- La Mesa
- Loma de la Rosa
- Puente los Velázquez
- San Diego Suchitepec
- Laguna Seca 2da. Sección
- El Capulín
- La Providencia
- Los Matorrales
- Loma del Molino
- Ejido de Jesús María Segunda Sección
- Mesa del Espinal
- El Gallito
- Campo Nuevo
- El Jacal
- La Presa
- San Agustín Monte Alto
- Ojitos de Agua
- Vaquerías Palizada
- Los Aviones